# Ramona Ragaini
Ramona Ragaini (Loreto, 1985) è un'enologa e sommelier italiana.

## Biografia
Ramona Ragaini nasce a Loreto nel 1985 e frequenta il liceo classico "Giacomo Leopardi" a Recanati. Successivamente  passerà all'Università di Macerata dove non completerà gli studi in Giurisprudenza. Non avendo frequentato una scuola alberghiera, ha partecipato ai corsi AIS e per questo è un autodidatta.
È stata considerata Miglior sommelier d’Italia per la guida di Identità Golose nel 2018 : unica donna nella top list dei migliori sommelier selezionati da una giuria d’esperti interpellati dal Luciano Pignataro.
Attualmente lavora presso il ristorante Andreina premiato con Due Forchette dalla guida del Gambero Rosso 2019. Dal 2013 è delegato Marche per l’associazione Noi di sala.

## Riconoscimenti
- Miglior Sommelier d'Italia per la guida Identità Golose nel 2018.
- Delegato Marche per L'associazione NOI DI SALA dal 2013.
- Vincitrice  del Premio "Fattore donna" insieme a Catia Uliassi e Mariella Organi per l’ultima guida Espresso.